# Висока техничка школа струковних студија Чачак
Висока техничка школа струковних студија Чачак (ВШТСС) је високообразовна установа у Чачку. Школа се налази на адреси ул. Светог Саве 65, 3200 Чачак. Ово је најстарија високошколска установа у Моравичком округу.

## Историјат високе школе[1]
Виша техничка школа у Чачку је основана 1960. године, у периоду који карактерише брз индустријски развој, стварање предуслова за извоз индустријских производа, а недостатак инжењерског кадра. Одлуком Народног одбора среза Чачак и уз иницијативу привредних организација Чачка, основана је виша школа у тренутку када у западној Србији није постојала ниједна установа за високо образовање.
Школа је почела са радом 1. новембра исте године, па се од тада тај датум слави као Дан школе.

## Организација рада школе
Школа има неколико опремљених специјалистичких лабораторија и рачунарске учионице.

## Студијски програми
| ОСНОВНЕ СТРУКОВНЕ СТУДИЈЕ (180 EСПБ) Електротехника и рачунарство настава реализује у оквиру 2 модула - Електроенергетика - Електроника и рачунарство Након завршених основних студија студент стиче звање Струковног инжењера електротехнике и рачунарства. Информационе технологије Након завршених основних студија студент стиче звање Струковног инжењера информационих технологија и система. Машинство и инжењерска информатика настава реализује у оквиру 2 модула - Производно машинство - Инжењерска информатика Производни и еколошки менаџмент настава реализује у оквиру 2 модула - Производни менаџмент - Еколошки менаџмент - назив звања је Струковни инжењер менаџмента. Графичка техника СПЕЦИЈАЛИСТИЧКЕ СТУДИЈЕ Електротехника и рачунарство настава реализује у оквиру 2 модула - Електроенергетика - Електроника и рачунарство Индустријско инжењерство настава реализује у оквиру 3 модула - Машинско инжењерство - Графичко инжењерство - Инжењерски менаџмент |